# High-Speed Downlink Packet Access
HSDPA hay truy nhập gói đường xuống tốc độ cao (tiếng Anh: High-Speed Downlink Packet Access) là một bước tiến nhằm nâng cao tốc độ và khả năng của mạng di động tế bào thế hệ thứ 3 UMTS. HSDPA đôi khi còn được biết đến như là một công nghệ thuộc thế hệ 3.5G. Hiện tại, tốc độ dự liệu đường xuống của HSDPA là 1.8, 3.6, 7.2 và 14.4 Mbit/s. HSDPA được thiết kế cho những ứng dụng dịch vụ dữ liệu như: dịch vụ cơ bản như tải tệp, phân phối email; dịch vụ tương tác như trình duyệt web, truy nhập server, truy tìm và phục hồi cơ sở dữ liệu; và dịch vụ Streaming.

## Lợi ích và ảnh hưởng
Những lợi ích của HSDPA, nhận thấy rõ trực tiếp từ đầu cuối người sử dụng, tốc độ tối đa gần gấp 5 lần WCDMA và lưu lượng dữ liệu cao có thể lên đến ~10 Mbps với 15 multicode(đa mã). Những lợi ích này dựa trên việc điều chế sử dụng tài nguyên được đưa ra ở hình A:

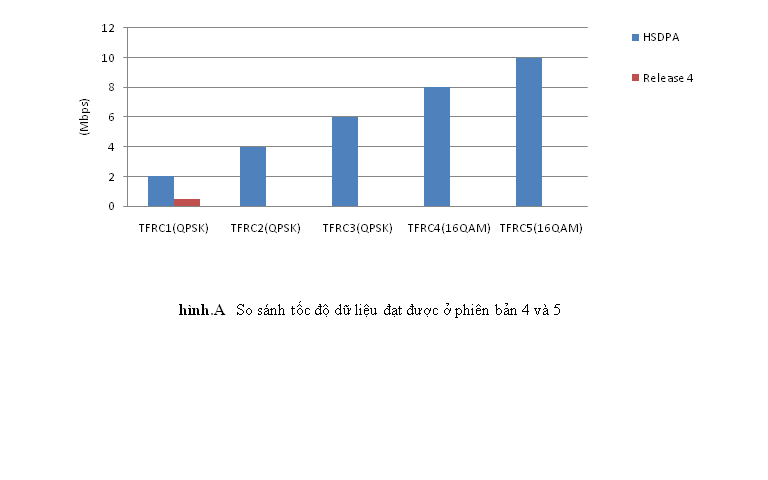
hình A. so sánh tốc độ phiên bản 4 và 5

Và những nhân tố khác, như việc bao phủ cell, tính lưu động UE(User Equipment: thiết bị người sử dụng), khoảng cách UE từ BS(base station: trạm cơ sở) và số người sử dụng cùng lúc sẽ hầu như ảnh hưởng đến việc đạt được tốc độ cao, trên thực tế thì tốc độ dữ liệu có thể bị chậm hoặc bị lag khi ở cách xa đối tượng sử dụng. Ngoài ra, thì ý nghĩa về độ trễ thấp end-to-end và cải thiện dung lượng cell còn là điểm nổi bật của HSDPA. Nó cho thấy rõ hiệu suất phổ của hệ thống và triệt để hơn trong việc cải thiện dung lượng hệ thống để phù hợp hơn trong việc đưa ra dịch vụ cung cấp data-centric.Mặt khác, HSDPA còn có nhược điểm đó là: mặc dù tương thích chậm, chưa tiên tiến nhưng việc nâng cấp và cải tiến trên air interface(phiên bản 4) và cấu trúc hệ thống thì đã được thông qua và yêu cầu. Các định nghĩa đưa ra từ HSDPA cho cấu trúc mạng UMTS và đặc biệt là air interface có thể được tóm tắt như sau:
- Cấu trúc mạng: thì HSDPA nó yêu cầu chức năng packet-handling(xử lý gói) phải được truyền đến mạng kế cạnh, dẫn tới một cấu trúc phân bổ tốt hơn so vơi phiên bản 4.
- Lớp vật lý: điều chế thích ứng mới và phương pháp mã hoá đặt ra ý nghĩa quan trọng trong việc sửa đổi cấu trúc lớp vật lý,ghép kênh, đồng bộ và những phương thức đã được đề ra cho hoạt động của HSDPA.
- Fast-scheduling ý nghĩa chính là về hiệu quả hoạt động của MAC (Medium Access Control sublayer: lớp kiểm soát truy nhập), nó tương tác chặt chẽ với lớp vật lý. Short-framing có thể yêu cầu xử lý dung lượng từ BS, và điều chỉnh một số mức độ hay độ lớn từ UE.
- Quá trình truyền phát lại nhanh có thể thực hiện bằng cách sử dụng nhiều tín hiệu điều khiển và một cơ chế kỹ thuật truyền phát lại được cải tiến.

## Khái niệm cơ bản
Ý tưởng ban đầu của HSDPA xem tại hình B. Trước hết, tại phiên bản 4 của UMTS, lưu lượng dữ liệu có thể được xử lý theo CCH (Common Channels: kênh chung), DCH(Dedicated Channel: kênh dành riêng) và DSCH. Cụ thể là những dịch vụ data-centric, DSCH sử dụng dữ liệu tốc độ thấp có thể được xử lý tốt hơn theo FACH (Forward Access Channel: kênh truy nhập đường xuống) và DCH. Với DCH, tốc độ kênh bit có thể thay đổi dựa trên SF sử dụng cho những mã đã được cấp, sao cho phù hợp. HSDPA chủ yếu đơn giản sử dụng phương pháp ghép theo kênh thời gian để truyền gói dữ liệu theo một kênh riêng trong khi nó 

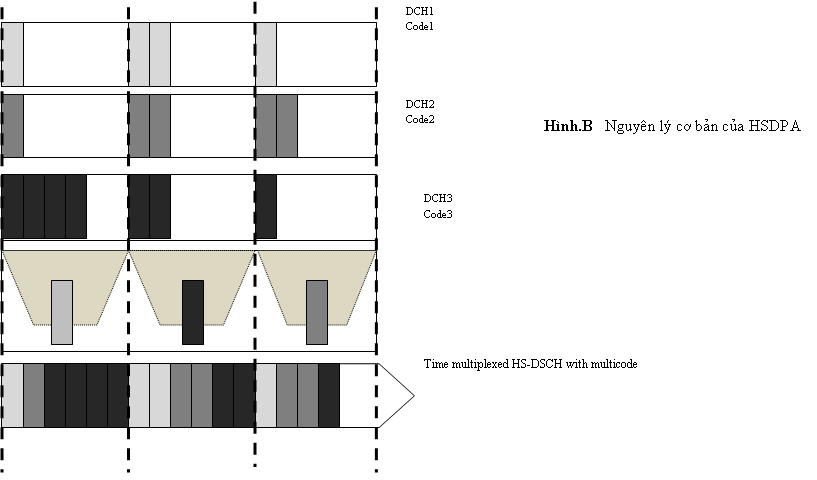
hinh.B Nguyên lý cơ bản của HSDPA

sử dụng một multicode(đa mã) với một SF(Spreading factor: hệ số trải phổ) cố định. Hoạt động này dường như đơn giản, tuy nhiên nó được xem như là một chức năng chính và tập hợp các phương thức để làm cho nó thực tế hơn bằng air interface: dữ liệu đã được ghép kênh sẽ được ghi lại, điều chế, mã hoá, chuyển qua air interface và liên kết vô tuyến được thích ứng, sao cho phù hợp. Kết quả là những cải tiến trong phần đầu của phiên bản 4 UTRAN là không thể thiếu.
Hình C minh hoạ cho những chức năng cơ bản và những phần tử chức năng cụ thể trong phiên bản 5 để thấy hoạt động cơ bản của HSDPA như đã  nêu ở trên. Những phần tử chức năng chính của HSDPA gồm: AMC, Fast Packet Scheduling(FPS), HARQ và chuyển vùng cell.

### Điều chế thích ứng và mã hoá
- Mục tiêu chính của AMC là cân bằng tính không ổn định của kênh vô tuyến bằng cách fine-tunning (điều chỉnh tỉ mỉ tối ưu) các tham số truyền dẫn. Gồm các phương pháp và những thiết bị điều chỉnh khác nhau như là điều khiển công suất, antena thích ứng, mã động và cấp phát kênh,... để thực hiện thích ứng liên kết vô tuyến. Mặc dù tất cả các công nghệ đều theo cùng một mục đích, nhưng chúng thực hiện các công việc khác nhau, và vì vậy chúng có thể sử dụng các phương pháp bổ sung khi có ích. Tuy nhiên cho đến khi HSDPA được đề cập đến, thì việc ứng dụng trong điều khiển công suất không còn được đánh giá như trước và vì vậy nó bị xem là lỗi thời.

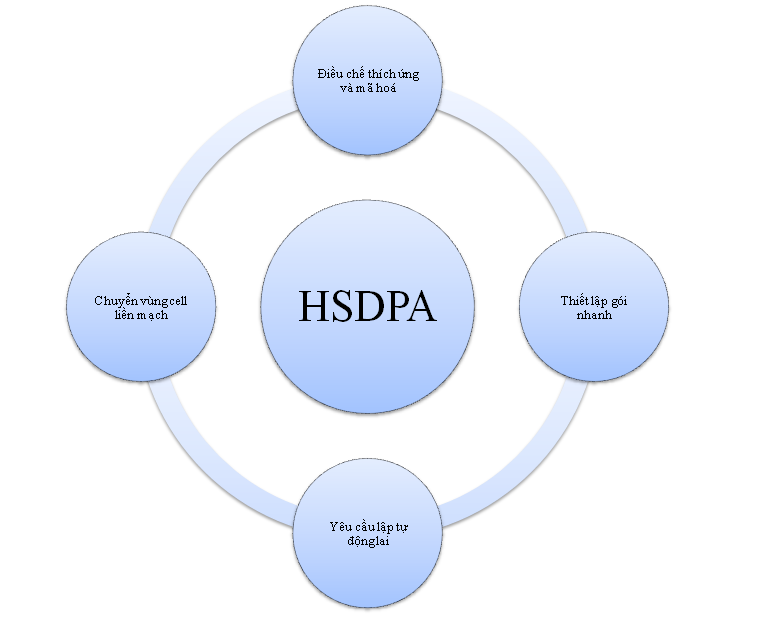
hinh.C Những thực thể chức năng chính của HSDPA

- Đến khi AMC được biết như là tính năng đầu tiên trong việc fine-tunes các tham số mã hoá và điều chế của lớp vật lý để bổ sung cho mọi sự thay đổi kênh. Điều này về cơ bản là sử dụng các phép đo kênh vô tuyến được đưa ra bởi thiết bị di động đầu cuối và đặc biệt là HSDPA, sử dụng CQI (Channel Quality Indication: chỉ thị chất lượng kênh) và quy trình truyền phát lại. Việc trang bị và thông tin liên quan đến lưu lượng, như QoS(Quality of Servive: chất lượng dịch vụ), tình trạng vô tuyến và các nguồn tài nguyên vật lý, AMC cho phép mạng lựa chọn hầu hết các quy trình điều chế thích ứng và phương pháp mã hoá.
- Đối với việc điều chế, phiên bản 5 cho phép HSDPA, và cụ thể hơn là HS-DSCH, để sử dụng điều chế 16-QAM hay điều chế QPSK. QPSK hầu như được ghi rõ trong phiên bản 4 trong khi 16-QAM cụ thể được xác định trong phiên bản 5 cho hoạt động của HSDPA. Các phương pháp điều chế bậc cao hơn, như 16-QAM nó cung cấp hiệu suất phổ cao hơn dưới dạng lưu lượng dữ liệu so với QPSK, vì vậy có thể sử dụng để cải thiện tốc độ dữ liệu high-peak. Nó hầu như cho phép việc chọn lọc điều chế kết hợp với quá trình mã hoá kênh, đôi khi còn được gọi như là" Transport Format and Resource Combination" (TFRC: chuyển định dạng và kết hợp tài nguyên) trong phạm vi đặc tính kỹ thuật của UMTS. Kết quả là dựa trên những phép đo kênh, sự kết hợp tốt nhất của multicode, tốc độ kênh và việc điều chế có thể được lựa chọn, dẫn tới lưu lượng cực đại cho một kênh cố định.
- Mặc dù những lợi ích của AMC đã được biết, việc dễ bị ảnh hưởng đến các phép đo kênh vô tuyến được đưa ra bởi thiết bị đầu cuối: chu kỳ đo có thể không theo sự thay đổi của kênh thông thường dẫn đến hiện tượng fading, ngoài ra chúng không error-free. Những báo cáo về tình trạng kênh không chắc chắn có thể quyết định kết quả không chính xác đến lịch trình gói, điều chỉnh công suất truyền cũng như chọn mã hoá.

Vì vậy, HSDPA được trang bị các phương pháp CQI đã được cải tiến, nó sử dụng CPICH-received(common pilot Channel: kênh dẫn chung) để dẫn thông tin về công suất, kênh đồng bộ, chu kỳ báo cáo thích ứng và tương tác ở lớp cao hơn để đảm bảo hoạt động của AMC ít lỗi hơn. Ngoài ra, HARQ giúp bổ sung cho nhược điểm của AMC bằng cách mang thông tin lớp đường truyền vào trong quy trình.

### Yêu cầu lặp tự động lai
- Do tính không ổn định của kênh vô tuyến, rõ ràng những phép đo vô tuyến có thể không theo riêng mẫu một nền tảng đảm bảo cho hoạt động của AMC vì vậy những cơ chế bổ sung là cần thiết. HARQ cho phép tiếp nhận NE(Network Element: phần tử mạng) để phát hiện lỗi và cần thiết để yêu cầu truyền phát lại. Là một trong những cơ chế cơ bản được sử dụng trong truyền dữ liệu, kỹ thuật truyền phát lại đảm bảo tiếp nhận các gói dữ liệu ít bị lỗi. Khi so sánh với ARQ quy ước, giá trị thêm vào được mang bởi HARQ nằm trong nó, có khả năng kết hợp đánh giá ban đầu hoặc thông tin rõ ràng từ việc truyền đi bản gốc và truyền phát lại đúng với quy trình thích ứng đường truyền. Bằng cách này, nó giúp giảm số lượng yêu cầu truyền phát lại và cải thiện việc thích ứng đường truyền ít lỗi hơn bất chấp những thay đổi của kênh vô tuyến.
- Dựa vào kế hoạch và những giao thức được sử dụng trong quy trình truyền phát lại trong  HARQ, nó có thể được phân theo một số biến thức khác nhau như: Rate Compatible Punctured Turbo Codes (RCPTC), Incremental Redundancy and Chase Combining(IRCC). Trong khi một số chúng sử dụng thông tin bổ sung đã được truyền đi một cách tăng dần nếu mã hoá thất bại tại giai đoạn đầu của quy trình, những cái khác xử lý truyền phát lại một cách độc lập.
- Như việc truyền phát lại bị trễ và tiêu đề báo hiệu là những chỉ tiêu quan trọng, đặc biệt là cho các ứng dụng mạng di động, một trong những loại đơn giản của quy trình truyền phát lại, được gọi là  Stop-and-Wait (SAW), được chọn cho HSDPA. Trong SAW, máy phát hoạt động trên khối hiện hành cho đến khi tiếp nhận thành công khối của UE được đảm bảo. Nó sử dụng một cơ chế nhận biết và tin nhắn để xác nhận việc truyền đi thành công của một gói dữ liệu đồng thời tránh việc truyền phát lại. Để tránh sự trễ kéo dài gây ra bởi thời gian chờ, nó sử dụng N kênh HARQ kèm theo SAW để làm cho quy trình truyền phát lại song song (quá trình nhận), do đó tiết kiệm được thời gian và tài nguyên.

Vì thế, trong khi giao thức HARQ thì dựa trên một hệ thống tải xuống không đồng bộ và một hệ thống tải lên đồng bộ, hệ thống được kết hợp dùng trong HSDPA dựa trên phương pháp gia tăng dư thừa. Khi áp dụng Kết hợp Chase, như một biến thể đặc trưng của HARQ, nhu cầu bộ nhớ mềm UE được phân vùng qua HARQ xử lý theo một dạng semi-static (bán tĩnh) thông qua một lớp cao hơn (ví dụ: tín hiệu RRC(Radio Resource Control: điều khiển tài nguyên vô tuyến)), điều này được hoàn thành khi kết hợp với việc xác định định dạng truyền tải và chọn lọc.

### Fast- Scheduling
- Hoạt động hiệu quả của HSDPA thì liên quan đến AMC và HARQ, hàm ý như là chu kỳ packet-scheduling (lịch trình-thiết lập gói) thì đủ nhanh để theo dõi những thay đổi tức thời tại một tín hiệu fading UE. Điều này thì thực sự quan trọng trong trường hợp không có hoặc thiếu những cơ chế như điều khiển fast-power và cơ chế VSF (Variable Speadinh Factor: hệ số biến mở rộng), vì vậy chúng được thay thế bằng AMC, HARQ và những quy trình fast-retransmission (truyền phát lại nhanh). Điều này thì hầu như là nguyên do chính cho việc packet-scheluler (PS) (thiết lập-lịch trình gói) tại trạm thu phát BTS hơn là tại RNC(Radio Network Control: điều khiển mạng vô tuyến) như ở trường hợp ở phiên bản 4. Bằng cách đó độ trễ tại quy trình thiết lập được giảm thiểu và các phép đo vô tuyến hầu như phản xạ cao nhất trong điều kiên của kênh vô tuyến, dẫn tới những yêu cầu đưa ra đảm bảo và thiết lập tốt hơn.
- Do đó,cùng với việc đưa ra kế hoạch cấp phát mã cố định và giảm TTI(Transmission Time Interval: khoảng thời gian truyền) từ 10ms hoặc 20ms ở phiên bản 4 đến một khe cố định là 2ms trong HSDPA, cho phép PS đảm bảo thiết lập nhanh và cấu hình khung. Việc thực hiện PS vẫn còn phụ thuộc nhà cung cấp, vì thế có trường hợp những giải thuật RRM (Radio Resource Management: quản lý tài nguyên vô tuyến) được sử dụng trong cả các mạng di động 2G và 3G.

### Chuyển vùng Cell liền mạch
- Chuyển vùng cell (tế bào) cho phép UE kết nối đến cell tốt nhất có sẵn khả dụng để phục vụ cho việc downlink (đường hướng xuống), dẫn đến kết nối liền mạch trong HS-PDSCH (High Speak- physical DSCH). Điều này hầu như sẽ giảm nhiễu không mong muốn, đặc biệt trong trường hợp chuyển giao mềm. Chuyển vùng cell thực chất chỉ là một phần của quá trình di động HS-PDSCH, nó đảm bảo tính di động UE trong việc liên kết với các kết nối dữ liệu tốc độ cao. Để đạt được điều này, vai trò dịch vụ của HS-DSCH (cell đã được liên kết với BS nó sẽ hoàn thành việc truyền đi và nhận của dịch vụ đường truyền vô tuyến HS-DSCH cho một UE) là chuyển từ một liên kết vô tuyến thuộc nguồn cell HS-DSCH tới một liên kết vô tuyến thuộc đối tượng cell HS-DSCH. Việc này cần được xử lý rõ ràng bởi việc cấp phát HS-PDSCH cho một UE chỉ thuộc dịch vụ đường truyền vô tuyến HS-DSCH đã được gán cho UE. Giống như chuyển giao thường trong UTRAN, dịch vụ chuyển vùng cell có thể được quyết định chủ yếu bởi UE hoặc là mạng. Tuy nhiên, phiên bản 5 chỉ hỗ trợ lựa chọn mạng điều khiển, được xử lý bởi báo hiệu RRC(hình D).

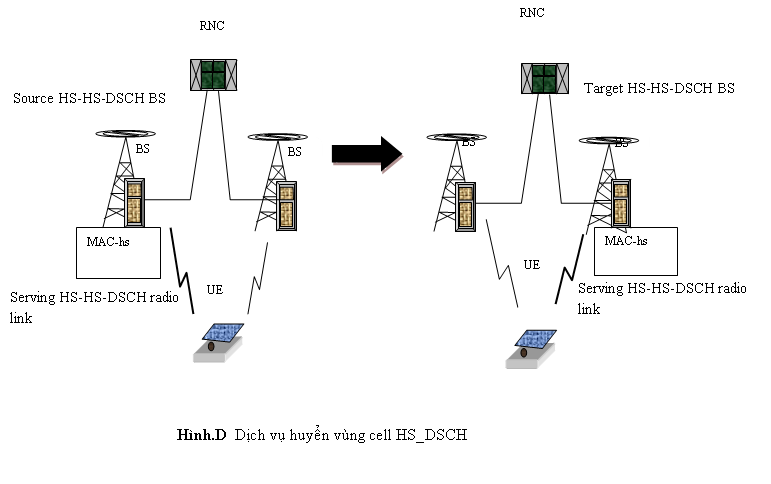
hinh.D Dịch vụ chuyển vùng cell HS-DSCH

- Dịch vụ HS-DSCH có thể được thực hiện dựa trên các tiêu chí và xem xét khác nhau, bao gồm cả cấu hình kênh vật lý, đồng bộ UE-UTRAN và vị trí dịch vụ BS trong phân cấp hệ thống mạng. Trong bối cảnh này, nó là giá trị nhấn mạnh việc tái lập dịch vụ HS-DSCH BS và dịch vụ chuyển vùng cell HS-DSCH là hai quy trình riêng biệt, mặc dù tái lập dịch vụ HS-DSCH BS yêu cầu việc tái lập một dịch vụ chuyển vùng cell HS-DSCH, nhưng không phải theo cách khác xung quanh. Một khác biệt chủ yếu là việc kết hợp với tái lập dịch vụ HS-DSCH BS, các thực thể HARQ nằm trong nguồn HS-DSCH BS sẽ bị ngưng và các thực thể HARQ mới trong mục tiêu HS-DSCH BS được tạo ra.

## Quy trình hoạt động và cấu trúc cơ bản:
- Sự xuất hiện của HSDPA đã mang lại những thay đổi có ý nghĩa về phần cứng và phần mềm cả trên BS và UE, dù chức năng chính của RNC thì chủ yếu như ở phiên bản 4, hình E minh hoạ cho quy trình hoạt động cơ bản và chức năng của các thực thể HSDPA và những chức năng của nó. Như đã biết, Fast-Scheduling là chức năng nổi bật nhất, nó tách biệt đối với RNC và khuynh hướng theo BS. Ngoài ra, BS còn chịu trách nhiệm giải quyết AMC, như HARQ và thích ứng liên kết, đó là những chức năng mới. Từ quan điểm của UE, dù chức năng chính của báo hiệu AMC là xử lý bởi BS, UE vẫn có khả năng cung cấp CQI và báo hiệu AMC, như là xử lý báo hiệu ACK/NACK(Acknowledge character: ký tự xác nhận/ Negative Acknowledgment: báo nhận từ chối) và quy trình hoạt động  của HARQ. Vì vậy, để BS và UE cùng quy trình hoạt động với HSDPA, chúng cần phải được nâng cấp thêm vài đặc tính mới. Từ RNC thì quan điểm MAC-d sẽ được giữ lại và MAC-hs là thực thể mới duy nhất được bổ sung ở lớp MAC. Ngoài ra, một số thay đổi về bản tin RRC có thể được cần đến.
- Có ba loại kênh mới trong quy trình hoạt động HSDPA: kênh vận chuyển HS-DSCH cho hướng xuống downlink được chia ra bởi một vài user, kênh logic HS-SCCH cho hướng lên uplink để xử lý thông tin điều khiển liên quan đến mã hoá và truyền phát lại(TFRI, HARQ) và HS-DPCCH (High Speak- Dedicated Physical Communication Channel: kênh giao tiếp vật lý dành riêng) là kênh vật lý hướng lên uplink liên kết với HS-DSCH để mang theo thông tin điều khiển liên quan đến truyền phát lại (ACK/NACK) và CQI.Một hoặc vài HS-PDSCHs kết hợp cùng với DPCH (Dedicated physical Channel: kênh vật lý dành riêng) để tạo thành kênh HS-SCCH (synchronisation control Channel: kênh điều khiển đồng bộ) riêng biệt, còn được gọi là một bộ "HS-SCCH". Đồng bộ giữa các kênh được thực thiện chính xác vì vậy độ lệch thời gian giữa thông tin HS-SCCH và HS PDSCH subframe tương ứng thì được giữ cố định. Quy trình cấu hình kênh được xử lý bởi  báo hiệu RRC. Ngoài ra, số kênh trong một HS-SCCH thiết lập cho UE có thể thay đổi từ 1 tới 4.

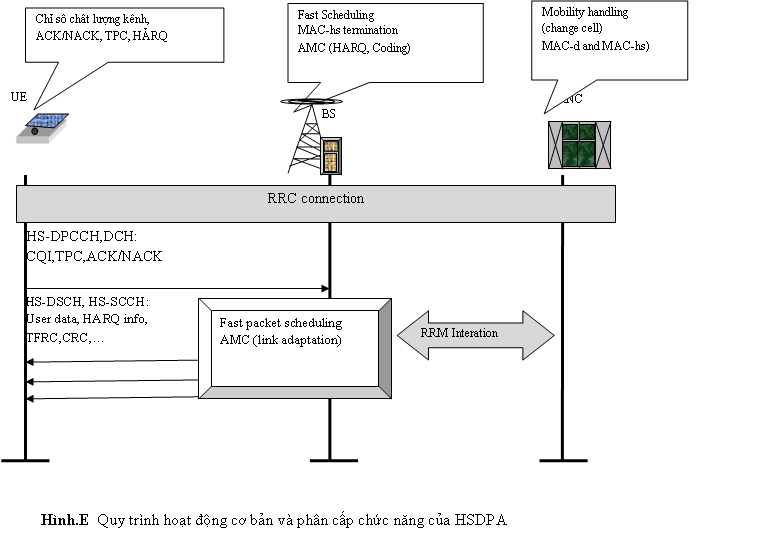
hinh.E Quy trình hoạt động cơ bản và phân cấp chức năng của HSDPA

- Quy trình hoạt động cơ bản HSPDA (xem ở hình E), chỉ một kết nối RRC ở trong UE cung cấp dịch vụ BS như channel- quality- related và điều khiển thông tin bao gồm dung lượng UE và dung lượng được yêu cầu. Dựa vào thông tin được gán với thông tin liên kết lập trình, như việc xác định TTI, vô tuyến và tài nguyên vật lý,... BS có thể lựa chọn bộ HS-DSCH, các tham số, điều chế và bắt đầu truyền HS_SCCH trên 2 khe thời gian trước rồi tới truyền HS_DSCH. Ở đầu thu, UE giải mã thông tin HS-SCCH. Dựa vào thông tin(trích từ TFRI) nó sẽ thu được các tham số cần thiết, như phần động của định dạng truyền tải HS-DSCH, bao gồm việc truyền tải kích thước bộ block và phối hợp điều chế cũng như phối hợp ánh xạ kênh tương ứng HS-DSCH TTI. Chỉ một UE mã hoá được cho tất cả các tham số cần thiết, nó có thể tham gia vào mã hoá dữ liệu, thực hiện quy trình HARQ và phản hồi ACK/NACK tới BS, sao cho phù hợp. Sau khi hoàn tất quy trình, việc đồng bộ giữa HS-SCCH, HS-DSCH và ACK/NAK sẽ như một vai trò cần thiết trong kết nối dữ liệu.